# ورزشگاه جالاک هاروپات
ورزشگاه جالاک هاروپات (انگلیسی: Jalak Harupat Stadium) یک ورزشگاه چندمنظوره در شهر سورینگ، اندونزی است.
این ورزشگاه که در سال ۲۰۰۳ تأسیس شده دارای ۲۷٬۰۰۰ نفر ظرفیت می‌باشد.